# Cratere Agatarchide
Agatarchide, o secondo la denominazione ufficiale Agatharchides, è un cratere lunare intitolato allo storico greco Agatarchide di Cnido. È situato all'estremo meridionale dell'Oceano delle Tempeste, nella regione compresa fra il Mare Humorum e il Mare Nubium. In direzione est-sudest è possibile individuare il cratere Bullialdus; in direzione sud-sudovest si trova invece il cratere Loewy.
Il letto del cratere è stato anticamente sommerso da materiale lavico; la parete esterna, considerevolmente danneggiata, varia considerevolmente in altitudine, raggiungendo una quota massima di 1,5 km rispetto al territorio circostante. Le sue parti più intatte si trovano in direzione est ed ovest-sudovest, mentre verso nord e sud essa è praticamente inesistente. La parete occidentale è inoltre interessata da un piccolo cratere; il letto, al contrario, presenta solo alcuni crateri minori dovuti a piccoli impatti.

## Crateri correlati
Alcuni crateri minori situati in prossimità di Agatharchides sono convenzionalmente identificati, sulle mappe lunari, attraverso una lettera associata al nome.
| Agatharchides | Coordinate            | Diametro (in km) |
| ------------- | --------------------- | ---------------- |
| A             | 23°16′12″S 28°27′36″W | 15,68            |
| B             | 21°31′12″S 31°42′36″W | 6,97             |
| C             | 22°03′36″S 32°56′24″W | 11,46            |
| E             | 20°44′24″S 33°11′24″W | 15,27            |
| F             | 20°15′36″S 31°51′36″W | 5,89             |
| G             | 20°10′12″S 26°50′24″W | 5,96             |
| H             | 20°24′36″S 33°57′00″W | 15,97            |
| J             | 21°37′12″S 32°36′36″W | 13,04            |
| K             | 21°04′48″S 27°31′48″W | 13,35            |
| L             | 21°07′12″S 26°47′24″W | 7,99             |
| N             | 21°05′24″S 29°43′12″W | 21,65            |
| O             | 19°14′24″S 26°42′36″W | 4,65             |
| P             | 20°18′00″S 28°46′12″W | 65,98            |
| R             | 18°21′36″S 30°51′00″W | 5,11             |
| S             | 17°45′00″S 30°35′24″W | 3,06             |
| T             | 18°19′12″S 27°48′00″W | 5,62             |